# Vati
Vati es un pueblo de tierras bajas en la isla de Rodas en el Dodecaneso y se encuentra a una altitud de 150 metros. Según el censo de 2011, tiene 323 habitantes.

## Geografía e historia

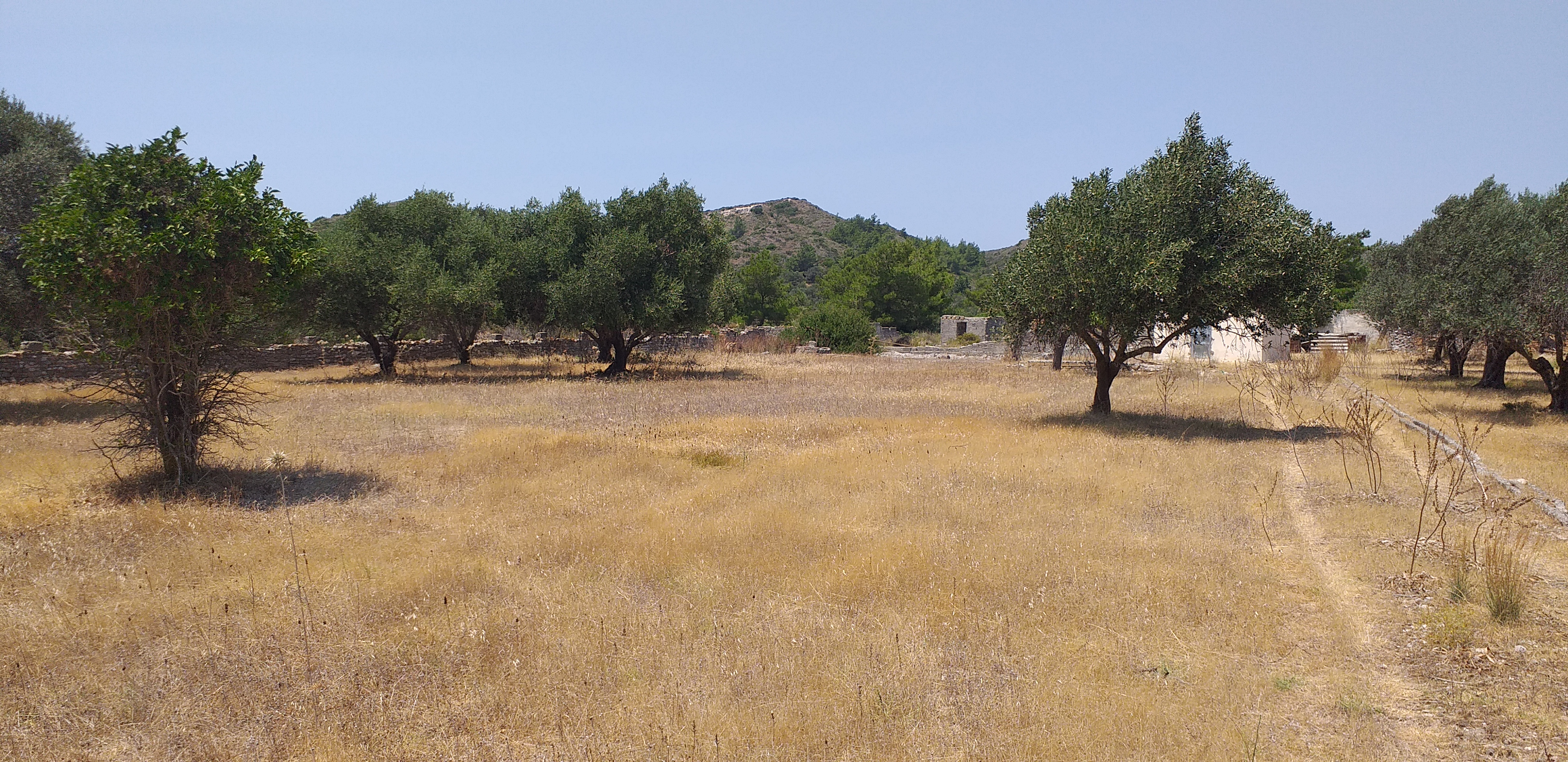
Olivo en Vati

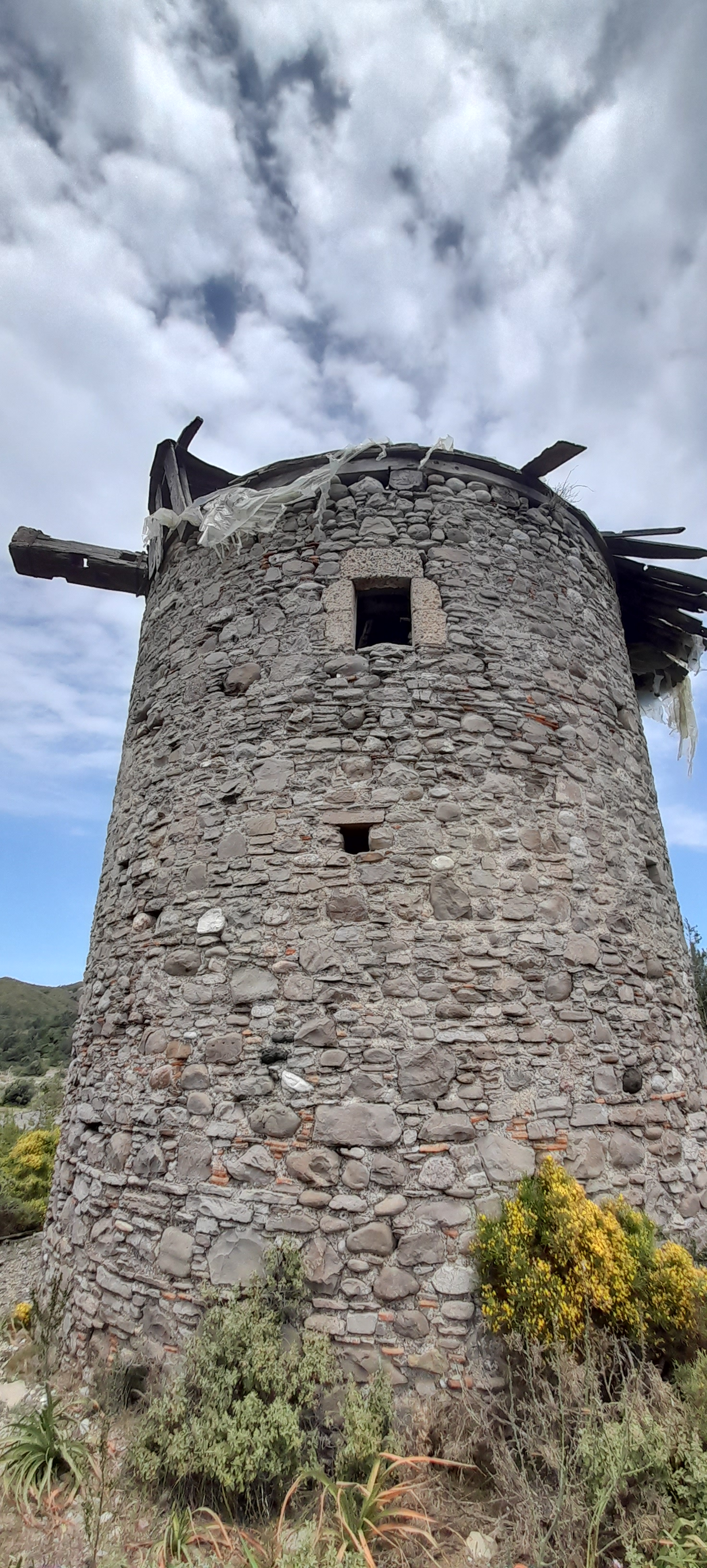
Molino Papagiorgi - Principios del

Vati se encuentra en la costa sureste de la isla de Rodas, en la carretera provincial ennadi y está a 67,5 km de la ciudad de Rodas. G El pueblo está rodeado de pinares y olivares, algunos de los cuales se describen como centenarios. La tradición local afirma que algunos son de la época de Cleóbulo de Lindos. En la plaza central del pueblo se encuentra la iglesia de San Juan el Teólogo, que fue construida a mediados del siglo XIX y es de estilo "dodecaneso". Este ritmo es especial porque se encuentra solo en el Dodecaneso y las costas del sureste de Asia Menor. De interés son las capillas de San Jorge construidas en el siglo XIV, San Raphael, el monasterio posbizantino del Arcángel Miguel de Paralimniotis y Panagia Galatousa, donde hay un raro icono del siglo XIV.